# Phymata saileri
Phymata saileri är en insektsart som beskrevs av Nicholas A. Kormilev 1957. Phymata saileri ingår i släktet Phymata och familjen rovskinnbaggar. Inga underarter finns listade i Catalogue of Life.